# Morella singularis
Morella singularis là một loài thực vật có hoa trong họ Myricaceae. Loài này được (Parra-O.) Parra-O. mô tả khoa học đầu tiên năm 2002.